# Tom và Jerry
Tom và Jerry (tiếng Anh: Tom and Jerry) là một series phim hoạt hình của Mỹ được chiếu trên truyền hình và rạp hát với nhiều thể loại từ phim ngắn cho tới phim dài. Được sản xuất bởi William Hanna và Joseph Barbera cho hãng phim MGM, phim là cuộc đối đầu vô tận giữa chú mèo Tom và chú chuột Jerry mang tới vô vàn tiếng cười cho khán giả.
Hanna và Barbera viết kịch bản đồng thời làm đạo diễn cho 114 tập phim Tom & Jerry tại xưởng phim MGM trong thời gian từ những năm 1940 cho tới năm 1958 (năm xưởng phim hoạt hình của hãng đóng cửa). Phiên bản gốc của Tom & Jerry đoạt giải Oscar cho thể loại phim hoạt hình ngắn 7 lần. Tom & Jerry có lượng khán giả đông đảo trên toàn thế giới với đủ mọi thành phần từ trẻ em cho tới thanh niên, người lớn và được công nhận là một trong những huyền thoại điện ảnh sống mãi trong lòng công chúng và lịch sử điện ảnh Mỹ. Năm 2000, tạp chí TIME công bố Tom & Jerry là một trong những show truyền hình hay nhất mọi thời đại.
Bắt đầu từ năm 1960 của thế kỉ XX, để tiếp tục thành công của 114 tập phim đầu, MGM đã giao quyền sản xuất cho Hãng phim Rembrandt được điểu hành bởi Gene Deith tại Bắc Âu. Sau đó đến năm 1963 bộ phim lại được giao cho một xưởng phim của Hollywood là Sib-Tower 12 của Chuck Jones. Loạt phim kết thúc vào năm 1967 nâng tổng số tập lên 161. Sau này để phục vụ cho các kênh phim hoạt hình, hai nhà sản xuất ban đầu là Hanna-Barbera tiếp tục sản xuất Tom & Jerry trong những năm 70 cho tới đầu năm 90. Và tiếp theo đó là hai bộ phim dài Tom & Jerry ra mắt khán giả là Tom and Jerry: The Movie vào năm 1993 và Tom & Jerry: the Masion Cat vào năm 2000. Tập phim Tom & Jerry mới nhất là tập The Karate Guard đã ra mắt lần đầu tại Los Angeles vào ngày 27/12/2005 và Tom và Jerry được sản xuất bởi Warner Bros từ 2006. Hiện nay, WTBS đang bảo vệ bản quyền sản xuất Tom và Jerry.

## Nội dung
Loạt phim có nội dung về trận chiến bất tận giữa hai đối thủ truyền kiếp là một chú mèo nhà và một chú chuột nhắt. Hầu hết các tập phim đều tập trung vào mưu đồ bắt chú chuột Jerry của mèo Tom và chuột Jerry với vô vàn kế hoạch tinh vi. Điều thú vị là ít khi chú mèo Tom có ý định bắt giữ chú chuột Jerry để ăn thịt mà thường là do những mâu thuẫn, trách nhiệm "mèo là phải bắt chuột": Jerry ăn đồ ăn trong tủ lạnh khiến Tom bị bà chủ mắng, trả thù, phần thưởng của bà chủ nếu bắt được chuột hay Jerry cứu những con vật khác khỏi cạm bẫy của Tom như chú vịt, chú chim yến hót, chim gõ kiến, cá vàng,... Thường thì Tom hiếm khi thành công trong việc bắt Jerry do chú chuột quá thông minh và đôi khi được vận may ủng hộ. Dù vậy trong suốt quá trình rượt đuổi, Tom và Jerry đã phát triển một mối quan hệ thân thiết không thể thiếu và ít thấy trong những loạt phim hoạt hình khác, với nhiều lần cả hai quay sang hợp tác hoặc giúp đỡ lẫn nhau. Trong một số tập để thua Jerry, Tom chủ động gương cờ trắng đầu hàng, giúp đoạn kết của cả hai trở nên hòa thuận hơn. Mặc dù nội dung của Tom và Jerry có thể xem là bạo lực khi có nhiều cảnh thân hình của Tom bị cắt khúc, đầu và thân mình bị kẹp dưới cửa sổ, cửa ra vào, đàn piano,... cùng rất nhiều lần hai nhân vật sử dụng những vũ khí nguy hiểm từ thuốc độc, thuốc nổ, dao kiếm, búa rìu đến bom mìn súng ống nhắm vào đối thủ; thế nhưng bộ phim không có cảnh máu me nào cùng những hình ảnh được biến đổi hài hước mang lại cho phim Tom & Jerry một không khí gay cấn và vui vẻ.
Theo một thống kê trong 163 tập phim, Jerry đã giành chiến thắng 123 lần còn Tom giành chiến thắng chỉ 8 lần. Có 32 lần cả hai bắt tay nhau để chiến đấu với những đối thủ khác với 20 lần giành chiến thắng và 12 lần thất bại. Và 5 là số lần mà Tom đã chết trong các tập phim.

## Nhân vật

#### Mèo TomvàChuột Jerry

Chuột Jerry

Tom (được gọi là Jasper trong tập đầu tiên) là một chú mèo có màu lông xanh và trắng thuộc dạng mèo nhà lông ngắn, là chú mèo giữ nhà trong một gia đình bình thường và có một cuộc sống khá nhàn hạ (đôi khi được nuông chiều) khi chỉ có việc là hàng ngày đuổi bắt Jerry. Jerry (được gọi là Jinx trong tập đầu tiên) là một chú chuột nhắt nhà nhỏ màu nâu, thường sống ở lỗ nhỏ nằm sâu trong tường nhà. Tom dù to lớn, khỏe mạnh hơn nhưng về độ tinh ranh và mưu mẹo thì lại không bằng Jerry. Trong hầu hết các trận chiến, Tom chẳng bao giờ hãm hại thành công chú chuột Jerry do chú mèo quá ngốc nghếch, chủ quan và một phần do Jerry nhận sự giúp đỡ nhiều hơn cả từ những con vật khác như vịt, chim hay chó Spike. Mặc dù loài mèo thường săn đuổi chuột để ăn thịt chúng, nhưng rất hiếm khi Tom thực sự cố gắng ăn thịt Jerry mà thường chỉ để trả thù hoặc trêu chọc chú chuột. Trong 123 tập để thua Jerry, Tom đã chết trong loạt phim tổng cộng năm lần nhưng sau đó chú mèo vẫn tiếp tục xuất hiện trong các tập tiếp theo. Năm tập chứng kiến cái chết của Tom bao gồm Mouse Trouble, Yankee Doodle Mouse, Safety Seconds, The Two Mouseketeers và Blue Cat Blue.
Cũng có một số tập Tom lại đánh bại được Jerry và thường khi ấy chú chuột là kẻ gây hấn trước (thường là những trò chơi khăm quá đà) hoặc một phần là do sự may mắn của chú mèo. Đôi khi cả hai đều cùng thua trong một số tập phim, ngoài ra cũng có những tập Tom và Jerry giảng hòa và trở thành bạn bè thân thiết. Dù cho là đối thủ của nhau và luôn tìm mọi cách để hãm hại đối phương, thế nhưng khi Tom hoặc Jerry gặp phải tình huống thực sự nguy hiểm hoặc bị đe dọa bởi một nhân vật thứ ba thì cả hai lại trở thành "ân nhân cứu mạng" của nhau, điều đó cho thấy cả hai thân thiết đến mức không thể sống thiếu nhau. Trong phim, rất nhiều nhân vật phụ có thể nói, thế nhưng hai nhân vật chính thì nói rất ít.
Jerry dù bề ngoài chỉ là một chú chuột nhỏ bé nhưng trên thực tế sở hữu một sức mạnh đáng kinh ngạc so với kích thước của mình, có nhiều tập chú chuột đã nâng được những vật có trọng lượng lớn hơn rất nhiều so với bản thân mình, và thậm chí đã từng đánh Tom bầm dập khi thấy chú mèo hành hạ đứa cháu Nibbles của mình. Tom cũng là một chú mèo khá đa tình, mối tình đầu của Tom là nàng mèo Toots, cô nàng mèo xuất hiện trong tập Puss n' Toots. Toots gọi yêu Tom là Tommy tuy nhiên sau này Tom lại đem lòng yêu một nàng mèo khác là Toodles Galore.

#### Spike và Tyke

Spike và con trai, Tyke

Trong quá trình đuổi bắt Jerry, Tom thường xuyên phải đối phó và thậm chí gặp không ít rắc rối với Spike (còn được gọi là Killer, Butch và Bulldog trong một số tập), một chú chó to lớn thuộc giống bull Mỹ sống chung nhà với chú mèo, rất dễ nổi giận và vô cùng bạo lực, đặc biệt luôn có ác cảm với Tom. Thế nhưng Spike lại rất thương chú chó con của mình là Tyke, một chú cún ngây thơ và đáng yêu, ra đời vào những năm cuối của thập kỷ 1940. Những màn rượt đuổi của Tom và Jerry thường xuyên làm phiền giấc ngủ của Spike khiến chú chó phát cáu và cho Tom ăn đòn. Ban đầu Spike không được đặt tên và cũng "câm", khi ấy chú chó chỉ phát ra những tiếng hú hay tiếng cắn và thường hay tấn công bất kì ai dù thường tấn công Tom, sau này Spike mới có thể nói và biểu cảm cũng đa dạng hơn (lồng tiếng bởi Billy Bletcher và Daws Butler). Spike có bề ngoài to béo với những đặc điểm thường thấy của giống chó bull là có hai má chảy xuống. Màu lông của Spike thay đổi theo các tập phim, từ xám, nâu nhạt đến trắng kem.
Mỗi lần xuất hiện của hai bố con nhà Spike và Tyke đều là khi Spike đang có một công việc gì đó như xây nhà, ru con ngủ hay nướng thịt thì màn đánh nhau giữa Tom và Jerry liên tục phá đám Spike dẫn đến những rắc rối xảy ra với cả Spike lẫn Tom. Dù một số hành vi là do Jerry cố tình gây ra, Spike thông thường (có lẽ do định kiến) luôn chỉ ra Tom là thủ phạm và đe dọa rằng nếu chú mèo còn tái phạm, chàng chó sẽ làm "điều gì đó khủng khiếp" với Tom. Điều này khiến Jerry càng tăng cường quấy phá Spike để chú mèo bị Spike "xử đẹp" sau đó. Tuy vậy, ít nhất một lần Tom đã làm một việc có lợi cho Spike và Tyke, là đã chữa được hết bệnh nấc cho cả hai, được chó Spike tha tội, muốn làm gì tùy thích, khiến cho Jerry điên cuồng chạy ra khỏi nhà trong tập Hic-cup Pup (1954).
Spike nổi tiếng với câu mắng Tom "Listen Pussy Cat" (Nghe này con mèo kia) và câu "That's My Boy" (Đúng là con trai của ta) mỗi khi Tyke khiến Spike vui vẻ và muốn động viên con. Tyke lại là một hình mẫu trái ngược với cha mình, Tyke là một chú chó con vui vẻ, đáng yêu. Tyke không thể nói như cha mà chỉ có thể sủa ăng ẳng trong khi vẫy cái đuôi nhỏ một cách dễ thương dù cho Spike cũng từng cố gắng để dạy con trai "gầm gừ" cho ra dáng một chú chó. Trong series Tom and Jerry kids (1990 - 1994), chú chó Tyke đã có thể nói chuyện.

#### Butch

Butch

Butch là một chú mèo đen hay bắt nạt Tom và cũng thường xuyên có ý đồ ăn thịt Jerry. Butch là bạn thân và cũng là một đối thủ đáng gờm của Tom. Trong một tập thì Butch có tài sản giàu có, nhưng trong một vài tập khác thì nó là mèo hoang nghèo rớt mồng tơi và phải bới tìm những đồ ăn thừa trong thùng rác mà con người bỏ đi để kiếm ăn). Nó thường xuyên cạnh tranh với Tom trong cuộc chiến giành giật nàng mèo Toodles Galore. Butch đôi khi cũng xuất hiện với vai trò thủ lĩnh nhóm mèo "du côn" giao hảo với Tom gồm Meathead, Lightning, Topsy và cả đám thường xuyên cùng nhau qua nhà Tom để tổ chức tiệc tùng khi bà chủ của Tom vắng nhà, dù đôi khi bị chó Spike ngăn cản. Trong tập "Trap Happy", Butch là nhân viên của một công ty diệt chuột thuê, được Tom gọi đến để hỗ trợ bắt chuột Jerry. Butch nói khá nhiều so với hai nhân vật chính, dù cũng có một số tập không nói gì.

#### Toot
Toots là một nàng mèo vàng và là mối tình đầu của Tom. Toots xuất hiện lần đầu trong tập Puss n' Toots khi được bà chủ của Tom mang đến nhà trông tạm, khi ấy nàng mèo đã chiếm được tình cảm của Tom. Trong hai tập The Mouse Come To Dinner và The Zoot Cat, Toots có thể nói chuyện như nhiều nhân vật phụ khác. Được coi là một cô mèo ngổ ngáo, thông minh, Toots phần nào thích Tom nhưng không thích gu ăn mặc kỳ quặc cũng như thói nghịch ngợm của chú mèo. Trong tập The Mouse Come To Dinner, Toots đã giúp Jerry đánh bại Tom khi thấy chú mèo liên tục "làm phiền" mình. Khác với những nhân vật mèo khác, Toots không thích tấn công chuột mà thay vào đó thấy chúng dễ thương để nuôi làm thú cưng.

#### Toodles Galore

Toodles Galore

Toodles Galore là một nàng mèo trắng xinh đẹp và là người tình của Tom mặc dù Tom có nhiều bạn gái khác trước và sau khi gặp Toodles. Toodles là người bạn gái duy nhất xuất hiện hơn 2 lần và cũng là người mà Tom yêu thích nhất. Có lần Tom đã phải tranh chấp hai lần với mèo Butch và với chó Spike/Killer để tranh giành sự ưu ái của Toodles và Tom đã thua cuộc. Trong tập Casanova Cat, Toodles lại đi yêu Tom. Nhưng trong đoạn cuối cùng mà Toodles tham gia, thì nàng ở lại với Jerry. Toodles được thể hiện giống con người nhất trong số các con vật trong phim ngoài trừ cái đuôi mèo, mắt mèo và lỗ tai mèo.

#### Muscles
Muscles là anh họ của chuột Jerry và là một chú chuột có sức mạnh đáng gờm đến mức có thể đánh bại mọi con mèo. Trong tập Jerry's Cousin, Muscle rất ghét mèo, bao gồm cả Tom, và đã dùng sức mạnh của mình để xử đẹp chú mèo thường xuyên ăn hiếp em họ mình. Lần xuất hiện cuối cùng của Muscle là trong Tom và Jerry: The Magic Ring, tuy nhiên, tên của Muscle được đổi thành Freddie và Freddie lại là đối thủ của Jerry. Muscle được lồng tiếng bởi Paul Frees trong tập Jerry'Cousin và Billy West trong Tom và Jerry: The Magic Ring.

#### Nibbles
Nibbles (còn được gọi là Tuffy) là một chú chuột nhà màu xám rất thân thiết với Jerry và xuất hiện thường xuyên cùng nhau. Đôi khi Nibbles được xem như là cháu của Jerry, nhưng đôi khi được xem là một đứa trẻ mồ côi. Trong nhiều phim hoạt hình, Nibbles có tính háu ăn bởi nó ăn rất nhiều (Nibbles luôn luôn đói). Trong lần xuất hiện hoạt hình đầu tiên của mình, Nibbles đã bị bỏ lại trong một chiếc giỏ ở trước cửa nhà của Jerry do bị bỏ rơi bởi cha mẹ. Tom cũng rất thích đuổi bắt Nibbles như lúc đuổi với Jerry. Không như Jerry, Nibbles là một chú chuột ngây ngô, rất hiếm khi hiểu được sự nguy hiểm của mèo Tom. Trong một lần được Jerry dạy cách lấy pho mát trong bếp khi có mèo Tom canh gác, chú chuột chỉ đơn giản là xin Tom lấy nó đưa cho mình, thay vì làm theo gương của Jerry khi phải vừa ẩn nấp vừa rón rén để không bị Tom phát hiện.

#### Cuckoo
Cuckoo là một chú chim yến hót được nuôi trong lồng, sống cùng với Tom và Jerry. Cuckoo là bạn thân với Jerry và nhiều lần giúp Jerry thoát khỏi sự truy đuổi của mèo Tom. Cuckoo cũng thường xuyên bị Tom rượt bắt để ăn thịt mỗi khi xuất hiện trong phim.

#### Quacker
Quacker là một chú vịt con sống gần nhà của Tom và Jerry. Quacker nói rất nhiều so với hai nhân vật chính. Giọng nói của chú vịt khá tương đồng với Vịt Donald của Disney. Trong nhiều tập ngắn, Quacker là người duy nhất nói. Chú vịt rất cả tin, thậm chí tin tưởng Tom trong nhiều tình huống mà Tom muốn ăn thịt mình. Chú vịt cũng là bạn thân của Jerry, nhưng không giống như Cuckoo hay một số người bạn khác của chú chuột, Quacker không có cảm giác thù ghét hay e sợ đối với Tom, thậm chí từng cứu Tom thoát chết trong tập Just Ducky. Trong tập That's My Mommy, Quacker lại thân thiết với Tom hơn cả Jerry.

#### Lightning
Lightning là một con mèo màu cam xuất hiện lần đầu tiên vào năm 1948. Lightning được đặt tên như vậy vì trong đoạn ngắn đầu tiên của mình, chú mèo gần như di chuyển với tốc độ chớp nhoáng. Trong các tập phim hoạt hình sau này, Lightning thường xuất hiện như một trong những nhóm bạn đám mèo hoang của Tom hoặc là đối thủ của Tom trong quá trình bắt chuột Jerry. Lightning có đặc điểm giống như mèo Butch, chỉ khác là có lông màu cam (mặc dù màu của chú mèo thỉnh thoảng thay đổi theo từng bộ phim). Khả năng bắt chuột của Lightning tốt hơn hẳn so với Tom nên từng được bà chủ Mammy Two Shoes mang về để thay Tom bắt Jerry, dù sau đó hai nhân vật chính cùng hợp tác để khiến chú mèo bị đuổi ra khỏi nhà.

#### Topsy
Topsy là một con mèo con tai cụp màu xám hoặc nâu. Topsy là một thành viên trong nhóm mèo hoang kết bạn với Tom, mặc dù trong tập Professor Tom thì chú mèo lại kết bạn với Jerry để chống lại Tom. Mặc dù trong tập đó, Topsy rõ ràng là một con mèo nhà; nhưng chú mèo này được mô tả thường xuyên hơn như một con mèo hoang hoặc một con mèo không rõ nguồn gốc.

#### Meathead
Meathead là một con mèo hoang xám xù, nâu, mặc một bộ tóc giả màu đỏ (đôi khi được nhìn thấy cùng màu với phần lông còn lại). Chú mèo thường được miêu tả là khá đần độn và xuất hiện lần đầu tiên vào năm 1943, Sufferin' Cats!, là đối thủ của Tom trong quá trình bắt chuột Jerry. Chú cũng xuất hiện trong Baby Puss, với tư cách là một thành viên trong đám bạn mèo hoang của Tom. 

#### Mammy Two Shoes
Mammy Two Shoes là một phụ nữ da đen trung niên có thân hình nặng nề, thường xuyên phải đối phó với tình trạng hỗn loạn do hai nhân vật chính tạo ra. Được lồng tiếng bởi nữ diễn viên nhân vật Lillian Randolph, bà thường được coi là chủ nhân của Tom, dù thực tế chỉ là một người giúp việc nhà. Mỗi lần xuất hiện của Mammy là những lần Tom bị bà mắng mỏ, cho ăn đòn hoặc thậm chí đuổi ra khỏi nhà vì tội lười nhác, làm hỏng đồ đạc hoặc bắt chuột kém. Tuy nhiên bà lại mắc chứng sợ chuột và phải luôn nhờ cậy Tom đuổi bắt Jerry thay vì tự làm. Trong hầu hết các tập mà bà xuất hiện đều không cho thấy mặt trừ một cảnh quay chậm ở tập Saturday Evening Puss và một số tập có xuất hiện một phần nhỏ của khuôn mặt. Kể từ sau tập Push-Button Kitty, Mammy không còn xuất hiện nữa.

## Lịch sử phát triển

### Thời kỳ Hanna-Barbera (1940-1958)
William Hanna và Joseph Barbera là phần của đơn vị Rudolf Ising tại xưởng phim hoạt hình MGM vào cuối năm 1930. Sau thảm họa tài chính của một loạt các phim hoạt hình MGM dựa trên nhân vật truyện tranh Captin and the Kids, Barbera, một nhà thiết kế câu chuyện và nhân vật, đã được ghép đôi (trong tuyệt vọng) với Hanna, một giám đốc có kinh nghiệm, để bắt đầu chỉ đạo phim cho đơn vị Ising. Trong cuộc thảo luận đầu tiên của họ cho một phim hoạt hình, phim hoạt hình Barbera đề nghị một con mèo và chuột mang tên Puss Gets the Boot. "Chúng tôi biết chúng tôi cần hai nhân vật. Chúng tôi nghĩ rằng chúng tôi cần xung đột, và đuổi theo và hành động. Và một con mèo sau khi một con chuột có vẻ như một tư tưởng cơ bản, tốt", như ông kể lại trong một cuộc phỏng vấn. Hanna và các nhân viên khác phàn nàn rằng các ý tưởng không phải là rất ban đầu; Tuy nhiên, thời gian ngắn đã được hoàn thành vào cuối năm 1939, và phát hành tại các rạp vào ngày 10 tháng 2 năm 1940. Puss Gets The Boot có Jasper, một con mèo có sọc xám cố gắng để bắt một con chuột có tên Jinx (tên không được đề cập trong các phim hoạt hình chính nó), nhưng sau khi vô tình phá vỡ một cây trồng, giúp việc gia đình người Mỹ gốc Phi Mammy đã dọa đuổi Jasper ra nếu nó phá vỡ một thứ nữa trong nhà. Đương nhiên, Jinx sử dụng cách này như lợi thế của mình, và bắt đầu quăng tất cả những gì dễ vỡ trong nhà, vì vậy mà Jasper bị ném ra ngoài. Puss Gets The Boot đã được duyệt và phát hành mà không phô trương, và Hanna và Barbera tiếp tục chỉ đạo phim ngắn không liên quan đến mèo và chuột khác như Gallopín 'Gals (1940) và Officer Pooch (1941). "Sau tất cả," nhận xét rất nhiều các nhân viên MGM, "đã không có đủ phim hoạt hình mèo và chuột rồi à?"
Thái độ bi quan đối với mèo và chuột đôi khi thay đổi các phim hoạt hình đã trở thành một yêu thích với các chủ sở hữu nhà hát và với Viện Hàn lâm Khoa học và Nghệ thuật Điện ảnh, mà được đề cử phim cho giải thưởng Oscar cho đề ngắn hay nhất: Phim hoạt hình của năm 1941. Nó thua một phim hoạt hình MGM, The Milky Way của Rudolph Ising.
Nhà sản xuất Fred Quimby, người điều hành hoạt hình phòng thu MGM, nhanh chóng kéo Hanna và Barbera tắt các phim hoạt hình one-shot khác họ đã làm việc trên, và đưa một loạt tính năng mèo và chuột. Hanna và Barbera đã tổ chức một cuộc thi trong nội bộ phòng thu để cung cấp cho các cặp tên mới bằng cách vẽ tên gợi ra của một chiếc mũ; phim hoạt hình John Carr thắng $ 50 với đề nghị của ông là Tom và Jerry. Tom và Jerry loạt đi vào sản xuất với The Midnight Snack vào năm 1941, và Hanna và Barbera hiếm khi đạo diễn bất cứ điều gì nhưng các phim hoạt hình mèo và chuột cho phần còn lại của nhiệm kỳ của họ tại MGM. Barbera sẽ tạo ra những câu chuyện cho từng đoạn ngắn trong khi Hanna sẽ giám sát sản xuất.
Ngoại hình của Tom phát triển đáng kể trong những năm qua. Trong đầu những năm 1940, Tom đã có một chi tiết dư thừa - lông xù xì, nhiều nếp nhăn trên khuôn mặt, và nhiều dấu hiệu lông mày, tất cả đều được sắp xếp hợp lý vào một hình thức hoàn toàn khả thi hơn vào cuối những năm 1940. Ngoài ra, nó cũng trông giống như một con mèo thực tế hơn rất sớm; phát triển từ khởi đầu bốn chân của Tom thành hai chân. Ngược lại, thiết kế của Jerry cơ bản vẫn giống nhau trong suốt thời gian của bộ truyện. Vào giữa những năm 1940, bộ phim đã phát triển một giai điệu nhanh hơn, mạnh mẽ hơn và bạo lực hơn do cảm hứng từ công việc của đồng nghiệp của họ ở các xưởng phim hoạt hình MGM, Tex Avery, người đã gia nhập studio vào năm 1942.
Mặc dù chủ đề của mỗi tập hầu như giống nhau - mèo đuổi chuột - Hanna và Barbera tìm thấy biến thể vô tận về chủ đề đó. Bảng câu chuyện của Barbera và bố trí thô và thiết kế, kết hợp với thời gian của Hanna, dẫn đến hàng loạt phim hoạt hình nổi tiếng và thành công nhất của hãng MGM. Mười ba mục trong Tom và Jerry series (bao gồm cả Puss Gets The Boot) đã được đề cử cho giải thưởng Oscar cho Đề ngắn hay nhất: Phim hoạt hình; Bảy trong số nó đã giành chiến thắng giải Oscar, phá vỡ chiến thắng huy hoàng của Disney trong thể loại đó. Tom và Jerry đã giành được nhiều giải thưởng Oscar hơn bất kỳ loạt phim hoạt hình sân khấu dựa trên ký tự khác.
Tom và Jerry vẫn rất nổi tiếng trong suốt quãng bộ phim ban đầu của họ, ngay cả khi ngân sách bắt đầu thắt chặt trong những năm 1950 và tốc độ của những phim ngắn đã giảm nhẹ. Tuy nhiên, sau khi truyền hình trở nên phổ biến vào những năm 1950, doanh thu phòng vé giảm đối với các bộ phim và các phim ngắn. Ban đầu, MGM đã chiến đấu với việc này bằng cách tham gia vào việc sử dụng tất cả các bộ phận sản xuất CinemaScope trong series. Sau khi MGM nhận ra rằng việc phát hành lại các phim hoạt hình cũ của họ mang lại nhiều tiền như những phim hoạt hình mới, giám đốc điều hành của trường quay đã quyết định ngừng sản xuất phim hoạt hình và sao đó là xưởng phim hoạt hình của hãng, tập phim cuối cùng của Hanna-Barbera sản xuất Tom và Jerry là Tot Watcher được phát hành vào ngày 1 tháng 8 năm 1958. Sau đó, Hanna và Barbera bị sa thải và rồi họ đã thành lập trường quay phim hoạt hình truyền hình Hanna-Barbera Productions. Vào năm 1957, họ tiếp tục sản xuất các chương trình truyền hình nổi tiếng như The Flintstones, Yogi Bear, và Scooby-Doo.

### Thời kỳ Gene Deitch (1961–1962)
Năm 1961, MGM đã khởi động lại phim Tom và Jerry, và ký hợp đồng với hãng phim hoạt hình châu Âu Rembrandt Films để sản xuất 13 bộ phim ngắn Tom và Jerry ở Prague, Tiệp Khắc. Tất cả mười ba phim ngắn được đạo diễn bởi Gene Deitch và sản xuất bởi William L. Snyder. Deitch đã viết hầu hết các phim hoạt hình, với sự hỗ trợ thỉnh thoảng của Larz Bourne và Eli Bauer. Stěpan Koniček đã cung cấp nhạc cho bộ phim ngắn của Deitch. Các hiệu ứng âm thanh được sản xuất bởi Tod Dockstader. Phần lớn các hiệu ứng thanh nhạc và tiếng nói trong các bộ phim của Deitch được cung cấp bởi Allen Swift.
Deitch nói rằng, là một người làm tại "UPA", anh ấy không phải là fan của bộ phim hoạt hình Tom and Jerry, nghĩ rằng họ "bạo lực không cần thiết". Tuy nhiên, sau khi được phân công làm phim, anh nhanh chóng nhận ra rằng "không ai thấy bạo lực nghiêm túc", và đó chỉ là "phóng đại cảm xúc của con người". Ông cũng đã đến để xem những gì ông coi như là "gốc rễ kinh thánh" trong xung đột của Tom và Jerry, tương tự như David và Goliath, nói rằng "Đó là nơi mà chúng tôi cảm thấy có liên quan đến những bộ phim hoạt hình: anh chàng nhỏ bé có thể giành chiến thắng (hoặc ít nhất là tồn tại) để chiến đấu lại một ngày khác. "
Kể từ khi nhóm Deitch / Snyder chỉ nhìn thấy một số ít các bản gốc của Tom và Jerry, và kể từ khi nhóm sản xuất phim hoạt hình của họ với ngân sách hẹp hơn 10.000 USD, các bộ phim kết quả được coi là siêu thực trong tự nhiên, mặc dù đây không phải là ý định của Deitch. Các hình ảnh động đã được giới hạn và coi thường trong phong trào, so với phim ngắn của Hanna-Barbera. Bối cảnh nghệ thuật được thực hiện theo phong cách đơn giản của Art Deco-esque. Các bản nhạc có âm nhạc điện tử thưa thớt, hiệu ứng âm thanh tương lai, giọng nói nặng nề, và đối thoại đã lẩm bẩm hơn là nói. Theo Jen Nessel của The New York Times, "Phong cách Séc không có điểm gì chung với những bộ phim hoạt hình không lời".
Trong khi phim ngắn của Hanna-Barbera thường xảy ra bên trong và bên ngoài ngôi nhà, bộ phim ngắn của Deitch đã chọn những địa điểm kỳ lạ hơn, chẳng hạn như con tàu săn cá voi thế kỷ 19, rừng rậm của Nairobi, một ngôi đền cổ Hy Lạp, hoặc miền Tây hoang dã. Ngoài ra, Mammy Two Shoes đã được thay thế bởi Clint Clobber, chủ nhân của Tom, một người đàn ông da trắng trung niên hói, nặng cân, một nhân vật để lại không mấy thiện cảm cho người xem vì hung bạo và tàn bạo hơn nhiều trong việc xử lý hành động của Tom so với các chủ nhân trước đây, bằng cách đánh đấm đâm Tom liên tục, vẫy tay lên, hất đầu anh bằng bếp nướng, buộc anh phải uống toàn bộ nước giải khát có ga, đập tay anh bằng cái nắp hộp trưa và thậm chí gói một khẩu súng trên đầu và bắn nó.
Để tránh liên kết với chủ nghĩa cộng sản, Deitch đã ám chỉ đến tên của đội tuyển Séc trong các khoản tín dụng mở đầu của bộ phim (ví dụ như Stêpan Koniček trở thành "Steven Konichek" và Vaclav Lidl trở thành "Victor Little"). Ngoài ra, những bộ phim ngắn này nằm trong số ít phim hoạt hình Tom and Jerry không mang cụm từ "Made In Hollywood, U.S.A." trên thẻ tiêu đề. Do phòng thu của Deitch đứng sau Iron Curtain, vị trí của trường quay bị bỏ qua hoàn toàn. Sau khi mười ba phim ngắn được hoàn thành, Joe Vogel, người đứng đầu bộ phận sản xuất, đã bị MGM sa thải. Cho dù Vogel đã chấp thuận Deitch và công việc của nhóm, nhưng MGM đã quyết định không gia hạn hợp đồng của họ sau sự ra đi của Vogel. Lần cuối cùng trong số 13 bộ phim ngắn, Carmen Get It!, được phát hành vào ngày 21 tháng 12 năm 1962.
Những bộ phim ngắn của Deitch là những thành công thương mại. Năm 1961, bộ phim Tom and Jerry đã trở thành bộ phim ngắn hoạt hình có doanh thu cao nhất thời đó, vượt qua Looney Tunes, đã giữ vị trí này trong mười sáu năm; thành công này đã được lặp lại một lần nữa vào năm 1962. Tuy nhiên, không có phim nào của Deitch được đề cử và cũng không giành giải Oscar như series của Hanna và Barbera. Nhìn lại, bộ phim này thường được coi là tồi tệ nhất của Tom và Jerry khi công chiếu. Gene Deitch đã nêu ra do sự thiếu kinh nghiệm của đội mình cũng như ngân sách sản xuất thấp, anh "không có cơ hội để thành công", và "hiểu rõ những phản ứng tiêu cực" với phim ngắn của anh. Ông tin rằng "Tất cả họ đều có thể diễn tốt hơn - đúng với các nhân vật - nhưng Tom & Jerry của chúng tôi được sản xuất vào đầu những năm 1960, gần lúc bắt đầu sự hiện diện của tôi ở đây, hơn nửa thế kỷ trước khi tôi viết bài này!" Mặc dù đã có những lời chỉ trích, một số fan đã viết thư cho Deitch, cho biết rằng phim ngắn của Tom và Jerry là những yêu thích cá nhân của họ do tính chất kỳ quặc và siêu thực của họ. Những bộ phim ngắn này đã được phát hành vào năm 2015 trong bộ phim Tom and Jerry: The Gene Deitch Collection.

### Thời kỳ Chuck Jones (1963–1967)
Sau khi tập phim hoạt hình cuối cùng của Deitch được phát hành, Chuck Jones, đã bị sa thải sau ba mươi năm làm việc ở Warner Bros Cartoons, đã bắt đầu sáng lập ra studio sản xuất phim hoạt hình của mình, Sib Tower 12 Productions (sau đó đổi tên là MGM Animation / Visual Arts), với đối tác Les Goldman. Bắt đầu từ năm 1963, Jones và Goldman tiếp tục sản xuất thêm 34 bộ phim Tom và Jerry, tất cả đều mang phong cách đặc biệt của Jones (và ảnh hưởng ảo giác).
Jones gặp rắc rối khi thích nghi phong cách của mình với thương hiệu hài hước của Tom và Jerry, và một số phim hoạt hình yêu thích hình ảnh động, tính cách và phong cách đầy đủ trên cốt truyện. Các nhân vật thay đổi ngoại hình: Tom được cho là lông mày dày hơn (giống như Jones 'Grinch, Count Blood Count hay Wile E Coyote), trông không phức tạp (bao gồm cả màu lông trở nên màu xám), tai sắc nét, đuôi dài hơn và má nhiều lông hơn (giống như Claude Cat của Jones hay Sylvester), trong khi Jerry được cho đôi mắt và đôi tai to hơn, có lông màu nâu nhạt hơn và biểu hiện giống như Porky Pig.
Một số bộ phim hoạt hình Tom and Jerry của Jones gợi nhớ lại công việc của ông với Wile E. Coyote và The Road Runner, bao gồm việc sử dụng những cảnh hài và những cảnh hài liên quan tới nhân vật rơi từ những nơi cao. Jones đã đạo diễn phần lớn các bộ phim với nghệ sĩ bố trí Maurice Noble. Những bộ phim ngắn còn lại được đạo diễn bởi Abe Levitow và Ben Washam, với Tom Ray chỉ đạo hai bộ phim ngắn được xây dựng từ cảnh phim Tom và Jerry trước đây do Hanna và Barbera đạo diễn, và Jim Pabian chỉ đạo một bộ phim ngắn với Maurice Noble. Các đặc điểm thanh nhạc khác nhau được thực hiện bởi Mel Blanc và June Foray. Những bộ phim này chứa đựng một chủ đề mở đầu đáng ghi nhớ, trong đó Tom được thay thế bằng sư tử MGM, sau đó bị mắc kẹt bên trong chữ "O" của mình.
Đến năm 1967, MGM đã ngừng sản xuất phim ngắn Tom và Jerry 1 lần nữa, nhưng những phim ngắn của Jones vẫn được coi là cải tiến hơn so với những phim ngắn của Deitch, tuy nhiên chúng lại có mức độ thành công quan trọng hơn và vào thời gian đó Jones đã chuyển sang chương trình truyền hình đặc biệt và bộ phim Phantom Tollbooth. Những bộ phim này đã được phát hành trên đĩa DVD vào năm 2009 trong Tom and Jerry: The Chuck Jones Collection.

### Tom và Jerry đạt đỉnh cao truyền thông
Bắt đầu từ năm 1965, bộ phim hoạt hình Hanna và Barbera Tom và Jerry bắt đầu xuất hiện trên truyền hình trong các phiên bản chỉnh sửa mạnh. Nhóm Jones được yêu cầu chụp những bộ phim hoạt hình có Mammy Two Shoes và gỡ bỏ cô ấy bằng cách dán trên những cảnh có cô với những cảnh mới. Hầu hết thời gian, cô đã được thay thế bằng một người phụ nữ da trắng Ai Len tương tự; đôi khi, như trong Saturday Evening Puss, một thiếu nữ da trắng gầy đã thay thế vị trí, với cả hai nhân vật lồng tiếng bởi June Foray. Tuy nhiên, các chương trình truyền hình gần đây trên Cartoon Network và Boomerang vẫn giữ lại Mammy với công việc lồng tiếng mới do Thea Vidale thực hiện để loại bỏ các thuật ngữ đen tối điển hình trên các bản đoạn nhạc gốc.
Xuất hiện trên chương trình buổi sáng thứ bảy của CBS vào ngày 25 tháng 9 năm 1965, Tom và Jerry đã chuyển đến CBS Sunday hai năm sau và ở lại đó cho đến ngày 17 tháng 9 năm 1972.

### Thời kỳ Hanna-Barbera lần 2: The Tom and Jerry Show (1975)
Năm 1975, Tom và Jerry đoàn tụ với Hanna và Barbera, người sản xuất phim hoạt hình Tom và Jerry mới cho những buổi sáng thứ bảy. Những bộ phim hoạt hình dài 48 phút này được kết hợp với Grape Ape và phim hoạt hình Mumbly, để tạo ra Tom và Jerry / Grape Ape Show, Tom và Jerry / Grape Ape / Mumbly Show, và Tom and Jerry / Mumbly Show, tất cả đều chạy vào những buổi sáng thứ bảy của kênh ABC từ ngày 6 tháng 9 năm 1975 đến ngày 3 tháng 9 năm 1977. Trong những bộ phim hoạt hình này, Tom và Jerry (Jerry với chiếc nơ đỏ), không còn là kẻ thù như trước, mà giờ họ đã trở thành những người bạn đồng hành của nhau và cùng nhau phiêu lưu, vì Hanna-Barbera phải đáp ứng các quy định nghiêm ngặt chống lại bạo lực đối với trẻ em. Chương trình Tom and Jerry Show vẫn đang phát sóng trên kênh Canada, Teletoon, và đối tác truyền hình Teletoon Retro. Định dạng 1975 theo kiểu này không còn được sử dụng trong các bộ phim Tom và Jerry mới hơn.

### Thời kỳ Filmation (1980-1982)
Filmation Studios (liên kết với MGM Television) cũng đã cố gắng sản xuất một bộ phim truyền hình Tom and Jerry. Phiên bản của họ, The Tom and Jerry Comedy Show, xuất hiện lần đầu vào năm 1980, và cũng xuất hiện những bộ phim hoạt hình mới với Droopy, Spike (Từ Tom & Jerry, và cùng một phiên bản sử dụng trong Droopy), Slick Wolf và Barney Bear, phim ngắn ban đầu của MGM. Bộ phim Tom và Jerry của Filmation khác biệt rõ ràng với nỗ lực của Hanna-Barbera, khi họ khôi phục Tom và Jerry với công thức đuổi theo ban đầu, với một định dạng hài hước hơn. Sự hóa thân này, giống như phiên bản năm 1975, không được người xem tiếp nhận như là bản gốc, và kéo dài trong các buổi sáng thứ bảy CBS từ ngày 6 tháng 9 năm 1980 đến ngày 4 tháng 9 năm 1982.

### Chủ nhân mới của phim Tom và Jerry
Năm 1986, MGM đã được mua bởi WTBS với người sáng lập là Ted Turner. Turner bán công ty một thời gian ngắn sau đó, nhưng giữ lại thư viện điện ảnh của MGM trước năm 1986, vì vậy Tom và Jerry đã trở thành tài sản của Turner Entertainment (nơi có quyền sở hữu hiện tại thông qua Warner Bros.), và trong những năm tiếp theo xuất hiện trên các đài chạy Turner Entertainment như TBS, TNT, Cartoon Network, The WB, Boomerang và Turner Classic Movies.

### Thời kỳ Hanna-Barbera lần 3: Tom and Jerry Kids (1990-1994)
Một trong những xu hướng lớn nhất của truyền hình vào buổi sáng thứ bảy trong những năm 1980 và 1990 là "hiện tượng trẻ em" của các ngôi sao phim cổ điển, và vào ngày 2 tháng 3 năm 1990, Tom và Jerry Kids, đồng sản xuất bởi Turner Entertainment và Hanna-Barbera Productions sẽ được bán cho Turner vào năm 1991) ra mắt trên Fox Kids và vài năm sau, phát sóng trên kênh trẻ em của Anh, CBBC. Nó bao gồm một phiên bản trẻ trung của bộ đôi mèo và chuột nổi tiếng đuổi theo nhau. Giống như series H-B năm 1975, Jerry mặc chiếc nơ đỏ của mình, trong khi Tom mặc một chiếc mũ màu đỏ. Spike và con trai Tyke (người đã nói chuyện với nhau), Droopy và con trai Dripple, xuất hiện trong các phân đoạn chương trình, kéo dài đến ngày 18 tháng 11 năm 1994. Tom và Jerry Kids là bộ phim hoạt hình Tom và Jerry cuối cùng được sản xuất với tỷ lệ co 4: 3 (toàn màn hình).

### Sản xuất một lần (2001 và 2005)
Năm 2001, một bộ phim truyền hình đặc biệt mang tên Tom and Jerry: The Mansion Cat được trình chiếu trên Boomerang. Nó bao gồm Joe Barbera (người cũng là một nhà tư vấn sáng tạo) như tiếng nói của chủ nhân của Tom, người mà khuôn mặt không bao giờ được nhìn thấy. Trong phim hoạt hình này, Jerry, nằm trong một thói quen, là một con vật cưng của nhà Tom cũng như chủ nhân của nó phải nhắc nhở Tom không "đổ lỗi cho mọi thứ lên chuột".
Năm 2005, một bộ phim ngắn The Karate Guard mới của Tom và Jerry đã được Barbera và Spike Brandt viết kịch bản và đạo diễn bởi Joseph Barbera và Iwao Takamoto và sản xuất bởi Joseph Barbera, Spike Brandt và Tony Cervone ra mắt ở các rạp chiếu phim tại Los Angelesvào ngày 27 tháng 9 năm 2005. Là một phần của lễ kỷ niệm 60 năm của Tom và Jerry, điều này đã đánh dấu sự trở lại đầu tiên của Barbera với tư cách là một nhà văn, đạo diễn và nhà viết kịch bản cho bộ truyện tranh kể từ những bộ phim hoạt hình MGM gốc của anh ta và Hanna. Tuy nhiên ko lâu sau khi tập phim được sản xuất thì Joseph đã qua đời. Đạo diễn / Hoạt hình, Spike Brandt được đề cử giải Annie cho phim hoạt hình nhân vật xuất sắc nhất. Đoạn phim ngắn ra mắt trên Cartoon Network vào ngày 27 tháng 1 năm 2006.

### Thời kỳ Warner Bros. (2006-2008)
Trong nửa đầu năm 2006, một bộ phim mới được gọi là Tom and Jerry Tales đã được sản xuất tại Warner Bros. Animation. Mười ba tập phim nửa giờ (mỗi bộ gồm ba bộ phim ngắn, một số bộ phim - như The Karate Guard - đã được sản xuất và hoàn thành trong năm 2003 trong một lịch phim hoạt hình dài 30 bộ bị hủy sau thảm họa tài chính của Looney Tunes Back in Action) đã được sản xuất, chỉ có các thị trường ngoài Hoa Kỳ và Vương quốc Anh đã đăng ký. Chương trình sau đó đã đến Vương quốc Anh vào tháng 2 năm 2006 trên Boomerang, và nó đã đi đến Hoa Kỳ trên Kids' WB trên The CW. Tales là bộ phim truyền hình Tom và Jerry đầu tiên sử dụng phong cách cổ điển của những bộ phim ngắn cổ điển. Bộ phim đã bị hủy bỏ trong năm 2008, ngay trước khi kênh Kids 'WB ngừng hoạt động. Vào tháng 1 năm 2012, series trở lại và chuyển sang Cartoon Network, nhưng chỉ chiếu lại dưới tiêu đề "những tập phim mới". Tom và Jerry Tales cũng là bộ phim hoạt hình Tom và Jerry đầu tiên được sản xuất ở tỉ lệ khung hình 16: 9 (màn ảnh rộng) nhưng được cắt tỉa 4: 3 (toàn màn hình).

### Thời kỳ Warner Bros. lần 2 (2014-hiện tại)
Cartoon Network đã công bố một loạt phim mới bao gồm hai bộ quần áo ngắn 11 phút cho mỗi tập sẽ bảo toàn khuôn mặt, nhân vật chính và tính nhạy cảm của các bộ phim sân khấu ban đầu. Tương tự như các công việc khởi động lại khác như Scooby-Doo! Mystery Incorporated và The Looney Tunes Show, bộ phim sẽ đưa Tom và Jerry vào một môi trường đương đại, kể những câu chuyện mới và di chuyển các nhân vật tới những thế giới kỳ diệu hơn, từ lâu đài thời trung cổ đến phòng thí nghiệm của một nhà khoa học điên cuồng.
Tựa đề Tom và Jerry Show, bộ phim được sản xuất bởi Warner Bros Animation, với Sam Register làm nhà sản xuất điều hành hợp tác với Darrell Van Citters và Ashley Postelwaite tại Renegade Animation. Ban đầu được lên lịch chiếu phim Cartoon Network 2013 vào năm 2013 trước khi bị đẩy trở lại vào ngày 9 tháng 4 năm 2014, đây là lần xuất hiện Tom và Jerry thứ hai với tỷ lệ co màn hình rộng 16: 9.
Tháng 11 năm 2014, bản phác thảo hai phút được hiển thị như là một phần của Children In Need Telethon ở Anh, bản phác thảo được sản xuất như là một sự hợp tác với Warner Bros.

## Nhạc phim
Âm nhạc cũng đóng vai trò quan trọng trong những tập phim Tom & Jerry, đặc biệt là những cảnh hành động. Đạo diễn âm nhạc Scott Bradley đã tạo ra những điểm nhấn kết hợp giữa nhạc Jazz, nhạc cổ điển và nhạc pop để tạo nên sự thú vị cho một bộ phim khi hai nhận vật Tom & Jerry rất hiếm khi đối thoại, chỉ có các nhân vật phụ trong phim là có thể nói như bà chủ da đen béo, chú chuột người Pháp đáng yêu trong tập The Little Orphan, chó ngao Spike, anh chàng mèo Butch... Tom và Jerry trong suốt các tập phim chỉ thể hiện những âm thanh như tiếng cười, tiếng hét. Trước năm 1954, toàn bộ các tập phim được sản xuất dưới dạng chuẩn phim truyền hình thông thường. Sau đó vào năm 1954 và 1955, một số chuẩn phim khác được áp dụng và phim được sản xuất dưới chuẩn màn ảnh rộng dùng để chiếu trong rạp chiếu phim.

## Tranh cãi
Giống một số phim hoạt hình thời kì những năm 1930 đến 1960. Tom & Jerry có đặc trưng về nạn phân biệt chủng tộc. Sau một số vụ việc ồn ào như hình ảnh nhân vật da cháy đen, đôi môi lớn, cột tóc xoăn.
Có lẽ tranh cãi nhiều nhất là nhân vật Mammy Two Shoes, nhân vật giúp việc da màu trong phim cũng là người có giọng lồng bởi một người da màu và luôn gặp rắc rối với con chuột. Joseph Barbera là người chịu trách nhiệm cho các cảnh vui trong phim đã lên tiếng nói rằng những cảnh đó không hề có ý phân biệt chủng tộc, họ chỉ nhắm đến vấn đề đang nóng trong xã hội và những cảnh như thế là rất hài hước.
Tuy nhiên đến giờ nhiều người vẫn cho rằng đó là nạn phân biệt chủng tộc và những cảnh nhân vật với gương mặt đen đặc trưng của người da màu bị kiểm duyệt khi chiếu trên truyền hình. Dù vậy ngày 25 tháng 7 năm 2012, một cảnh này vẫn xuất hiện trong tập phim Mouse in Manhattan phát sóng trên Cartoon Network chưa hề bị cắt. Giọng của Mammy Two Shoes cũng được lồng tiếng lại vào những năm 1990 để không có giọng đặc trưng của người da màu mà thay bằng giọng người Ireland.
Một tập phim đặc biệt His Mouse Friday thường được cắt khi chiếu trên truyền hình vì có sự xuất hiện của bộ tộc Ăn thịt người. Nếu vẫn chiếu thì thường giọng của bọn ăn thịt người bị cắt bỏ dù miệng vẫn mấp máy.
Đến năm 2011, những tập phim có Mammy Two Shoes thường được cắt bỏ (trừ tập Part Time Pal) khi chiếu trên Cartoon Network và Boomerang.
Năm 2006, kênh Boomerang của Anh Quốc đã chỉnh sửa loạt hoạt hình ngắn này khi công chiếu tại nơi đây, nơi mà cảnh hút thuốc của các nhân vật bị dung túng, tán dương. Bắt nguồn từ việc sau một khiếu nại từ người xem người nghĩ rằng Hút thuốc lá là sai và rằng phim hoạt không hợp với trẻ em. Có một cuộc điều tra sau đó của cơ quan giám sát phương tiện truyền thông Anh Ofcom. Nó cũng đưa ra những biện pháp của Mỹ về việc cắt bỏ những cảnh bị cho là Phân biệt chủng tộc.

Năm 2013, có một báo cáo từ Cartoon Network (Brazil) kiểm duyệt 27 tập phim ngắn trên các căn cứ của việc "không dính líu về mặt chính trị". Trong một thông cáo chính thức, kênh thể khẳng định rằng kiểm duyệt chỉ có 2 tập ngắn là gán mác dành cho trẻ em 7-11 tuổi.